# Kurt Schmitt
Kurt Paul Schmitt (7. listopada 1886., Heidelberg – 2. studenog 1950., Heidelberg) bio je njemački vođa gospodarstva i ministar gospodarstva u Reichu.
Pravnik Kurt Schmitt diplomirao je 1911. u Münchenu s raspravom "Nadolazeća informacijska akt, posebice informacijska konvencija". Poslije toga odlazi raditi u Allianz AG, osiguravajuću kompaniju. Od 1914. – 1917. sudjelovao je u Prvom svjetskom ratu, a časno je otpušten u činu satnika. 1917. postao je članom osoblja direktora kompanije Allianz, a kompaniju je vodio od 1921. – 1933. kao predsjednik. Tijekom tih godina, stvorio je dojam o sebi kao o vođi koji ima snažan dar organizacije u osiguravajućim kompanijama u versajskoj Njemačkoj.
Vodstvo u Allianzu, predstavljano od strane Kurta Schmitta i Eduarda Hilgarda, vodilo je politiku zbližavanja s nacistima, čak i prije su nacisti u ovoj kompaniji stekli moć. Već u listopadu 1930. postojale su veze s Hermanom Göringom. Te veze su bile uspostavljane kroz večere koje je organizirala kompanija, a na kojima se isto tako pružala financijska pomoć nacistima. Heinrich Brüning i Franz von Papen su bez uspjeha, pokušali Schmittu dati ministarski ured.
Schmitt, koji je ujedno bio i generalni direktor u Socijalnoj osiguravajućoj korporaci u Stuttgartu (Stuttgarter Verein-Versicherungs AG) do 1931., bio je uključen u djelovanje Hjamlara Schachta.
18. prosinca 1932. sudjelovao je na sjednici Kruga prijatelja ekonomije (Freundeskreis der Wirtschaft), ili Kruga dvanaestorice (Zwölferkreis) u Berlinu u Kaiserhofu, gdje je Nacistička stranka odlučila primiti posudbu novca. Schmitt je od tada u još užoj vezi s nacistima, a 20. veljače 1933. zajedno s Hermannom Göringom, sudjelovao je na sastanku kojeg je sazvao Adolf Hitler s njemačkim industrijalcima, na kojemu je Schmitt pomogao nacističku političku kampanju s 10 000 Reichsmarka. U ranim danima 1933., Schmitt postaje članom Nacističke stranke (članski broj 2 651 252). Potom postaje potpredsjednik Gospodarske komore u Berlinu i Trgovinske komore.
U međuvremenu, Schmitt je bio uvjeren da će nacionalsocijalizam riješiti problem nezaposlenosti ako ga vode ljudi kao što je on. Nadalje, za Hitlera je imao mišljenje da je on veliki vođa, i da će, kada njegova moć dovoljno poraste, prestati biti toliko radikalan. Štoviše, imao je skrivene antisemitističke osjećaje. Gerald D. Feldmann opisuje to ovako: "Schmitt je dijelio mišljenje kako su Židovi previše predstavljeni u akademskim profesijama i da će njihova uloga koju su igrali u politici, pravu i umjetnosti morati biti ograničena, a ako ne i zauvijek prekinuta. Vjerovao je, međutim, da su jedna od glavnih uloga u njemačkoj ekonomiji i izgovorio je, kao Reichov ministar gospodarstva, rečenicu u kojoj kaže da  "Nema židovskoga pitanja u gospodarstvu."
30. lipnja 1933. Schmitt postaje Reichov ministar gospodarstva, zamijenivši dotadađnjeg Alfreda Hugenberga, a također uzima i počasno članstvo u Schutzstaffelu (br. 101 346). U kolovozu 1933. preuzima dužnosti pruskog opunemoćnika Njemačke vlade. U listopadu iste godine postaje članom Pruskog državnog vijeća. Akademija njemačkog prava također ga uzima kao člana.
13. ožujka 1934. Schmitt je razjasnio da će njegovi novi položaji služiti njemačkome gospodarstvu. Vođa gospodarstva općenitio bio je Philipp Kessler, kao vođa Reichove federacije elektroindustrije. Kada je Schmitt htio zamijeniti vodstvo u Reichovoj federaciji industrije s državnim vodstvom, naišao je na otpor poduzetika. Nadalje, Hjalmar Schacht je krenuo raditi na tome da zbaci Schmitta s mjesta ministra gospodarstva, kako bi taj položaj uzeo sebi. Tijekom govora održanoga 28. lipnja 1934. Schmitt je dobio srčani udar i pao je. Tom prilikom dobiva dugi godišnji odmor, a kasnije, 31. siječnja 1935. Hitler je odobrio njegov otpust s mjesta ministra gospodarstva. 30. srpnja Schacht postaje Schmittovim nasljednikom na mjestu Reichovog ministra gospodarstva.
Nakon povratka s odmora 1935. uzima dužnost nadzornog predsjednika AEG-a, također osiguravajuće kompanije, te postaje i predsjednikom Deutsche Continental Gasgesellschafta (plinske kompanije) u Dessau. Od 1937. – 1945. bio je predsjednikom Münchener Rückversicherunga. Osim toga bio je i nadzorni u Allianzu do 1945. Kao pripadnika SS Freundeskreis Reichsführera, Heinrich Himmler ga je promaknuo u čin SS-Brigadeführera 15. rujna 1935. Kako je Schmitt bio nadzorni predsjednik AEG-a, donirao je Himmleru od 12 000 do 15 000 Riechsmarka godišnje, a iz kompanija Münchner Rückversicherung i Continental Gasgesellschaft between odlazilo je za Himmlera od 6 000 - 8 000 RM.
Od 1945. – 1949., Schmitt je prošao danacizaciju Njemačke od strane američke vojske. Izgubio je sve svoje urede i bio je pošteđen rada u svojoj profesiji. 1946. klasificiran je kao Hauptschuldiger (doslovce "glavni krivac"). Međutim, njegov novi naziv poništen je 1949 na sudu. Od tada je klasificiran kao Mitläufer, ili sljedbenik. Međutim, on je morao platiti sudski trošak.

## Odlikovanja
1914. Schmitt je dobio Željezni križ 2. stupnja. Također je primio i Verwundetenabzeichen u crnom, odlikovanje koje su dobivali ranjeni vojnici. Osim toga imao je i sljedeće odlikovanja: Križ za ratne zasluge 1. stupnja bez mačeva, Križ za ratne zasluge 2. stupnja bez mačeva. Od SS-a primio je Mač časti i "Totenkopfring der SS" (Totenkopfov prsten).

## Vanjske poveznice
- Slika Kurta Schmitta  Arhivirana inačica izvorne stranice od 5. ožujka 2009. (Wayback Machine)
- Gerald D. Feldman, Zur Geschichte der Allianz in der Zeit des Nationalsozialismus (njemački)
- Wachsende Gegensätze[neaktivna poveznica] (njemački)
- Schmitt kao pripadnik Himmlerovoga kruga prijatelja  Arhivirana inačica izvorne stranice od 16. veljače 2019. (Wayback Machine)